# 物質と記憶
『物質と記憶』（ぶっしつときおく、仏：Matière et Mémoire／英：Matter and Memory) はフランスの哲学者アンリ・ベルクソンが1896年に発表した著作。 
心身問題・知覚論・記憶論を横断した総合的な哲学的探求をこころみる著作で、とりわけ人間が表象や意識を生み出すメカニズムを独自の用語によって説明する枠組みを打ち立て、強い反発・批判を浴びながら、現代の神経科学や映画・映像理論に至るまで広い範囲で大きな影響を及ぼしつづけてきた。正式題名は『物質と記憶：身体と精神の関係についての試論』。 

## 前史

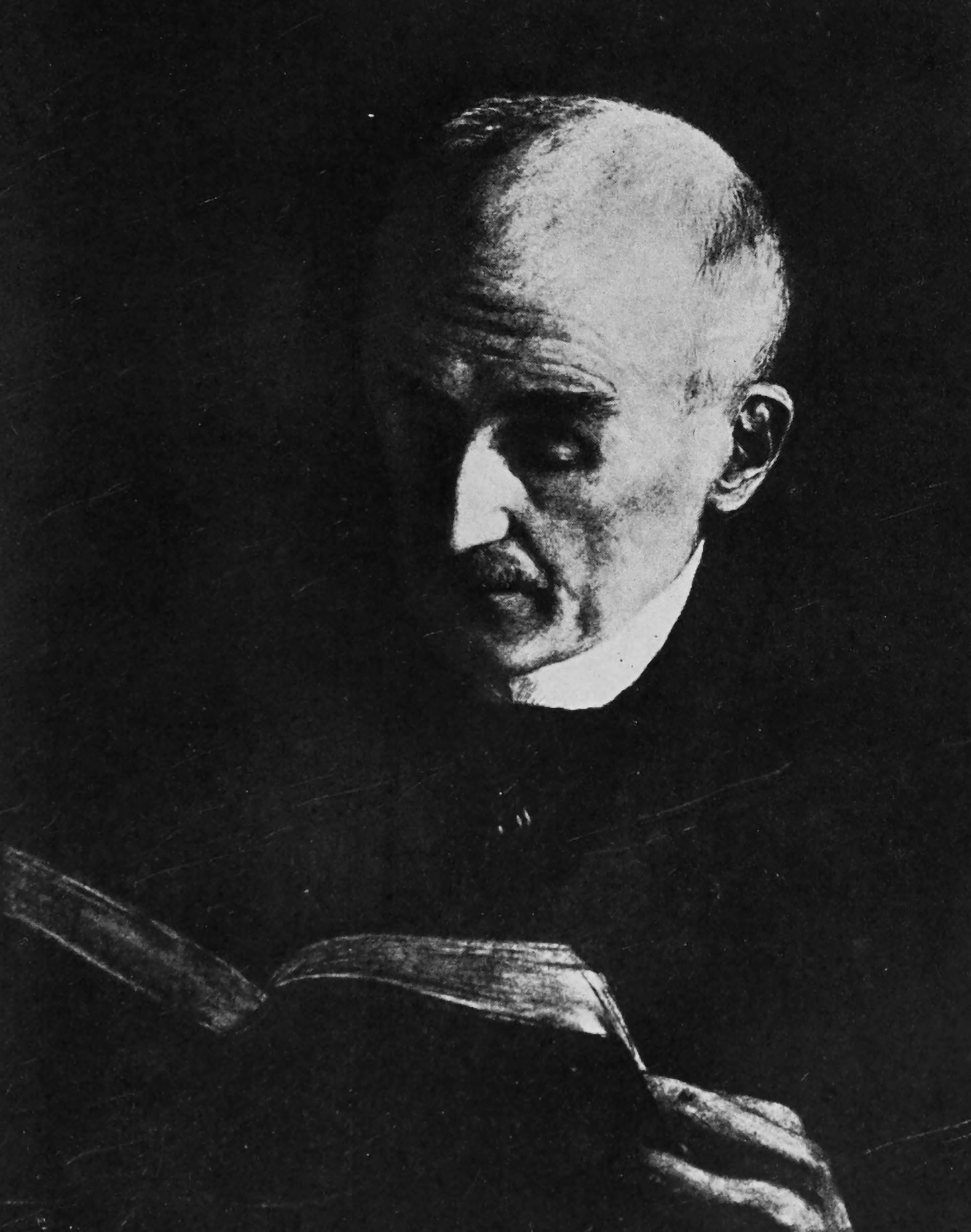
画家ウィル・デュラントが描いたベルクソン肖像（1926年）。

本書の目標のひとつは、西洋哲学の歴史において解きほぐしがたい難問となってきた「心身問題 (mind-body problem)」に一つの解決を与えることである。 
心身問題とは、心と身体とが人間の中でどのように結びついていて人間を構成しているのか、また両者はどのように影響しあっているのかを問うもので、古代ギリシア以来、西洋哲学の重要な論点となってきた。 
この問題に対する態度は近世以降、主として一元論と二元論に大別される。一元論は心身いずれか一方しか存在しないとする立場で（物質としての身体しか存在せず心はその働きであるにすぎない、または精神しか存在せず物質＝身体はその従属物であるにすぎない）、二元論はその二つが並立して存在すると考える立場である。 
17世紀の哲学者デカルトは明確に二元論の立場を取り、心は自然法則から自由な精神 (res cogitans)であるが、身体は物理法則に従う実体 (res extensa)として機械 (automaton) のように振るまっているとする解釈を提出した（このような見方を機械論と呼ぶ）。 
このようなデカルト説は、身体を神秘化せず、他の物質と同等に科学的・合理的な観察の対象とする近代医学・生理学への道を開くことにつながってゆく。しかし19世紀に至って、脳内の活動から生じる信号や、身体外からの刺激が脳へ届く伝達経路を科学的に記録する手法が様々に登場するようになると、脳と身体の研究をどれほど重ねても「なぜ肉体＝物質の一部でしかない脳に意識や精神が生じるのか」を説明できないという新たな難問を生み、これが多くの思想家の関心を捉えることとなった。 
この問題の解決を試みたのが本書『物質と記憶』で、ベルクソンは19世紀後半における最新の心理学・神経科学・生理学の知見を踏まえながら、デカルト流の唯物論的な機械論と観念的な一元論の双方を批判し、みずからは二元論をとりながらも、意識・知覚・記憶の間に一種の連続性を見出そうとした。この目的のためにベルクソンは、彼が〈イマージュ〉と呼ぶ用語をつかって独自の思想を展開する。 

## イマージュ論
〈イマージュ image〉は「鏡・水面などに映る像」「映画・TVなどの映像・画像」を指して日常的に使われるフランス語で、人間が外界の物質に接したとき、視覚・触覚などを通じて脳内に生成する表象といった意味合いが一般的だが、ベルクソンはこれを完全に反転させ、「私が物質と呼ぶものはイマージュの総体」であると宣言する。そこには人間の意識や知覚は関与せず、彼にとって「イマージュは、知覚されずに存在することができる。イマージュは表象されることなく現前することができる」ものである。 
ベルクソンによれば、人間の身体の外部に存在する世界の物体・物質、人間がそれらを見る・触れることによって得る刺激、それが神経系を伝わってくる信号、それらが到達する脳内の部位、人間がもつ意識・表象、それらすべてが等しく〈イマージュ〉とみなされるべきものである。ベルクソンの表現では、「求心性の神経はイマージュである。脳は一箇のイマージュである。さまざまな興奮は、感覚神経によって伝達され、脳内に伝播されるが、それらもまたイマージュなのである」。 
こうした説明枠組みの中では、自然法則に従っているにすぎない物質（身体）からなぜ意識や表象のような高次の精神現象が生じるのかといった問題は生じない。人間の脳も、それを取りまく物質世界もともにイマージュであって、意識や表象は複数のイマージュ間で自然法則にしたがった「作用=反作用 (action – réaction)」として生じているにすぎないからである。 
そのようなイマージュ間で生じている動きのことをベルクソンは「運動 le mouvement」と呼び、人間を含めた生物は、物質世界を構成するイマージュ群のひとつとして絶えず動き続けながら、お互いに影響を及ぼしあっている存在として構想される。 
人間を含めた生物が意思をもたない他の物質群と異なるのは、ベルクソンによると、そうした影響（運動）を受け取って「ふたたび返す」ときに、機械的な反射ではなく一定の選択を行うことにある。このことが生物にとっての「自由」の基礎となる。 
ベルクソンはこうした独自のイマージュ論を出発点として、さらに記憶と時間の問題に考察をすすめてゆく。 
〈イマージュ〉という一般的なフランス語の意味を独自に組み替えてみせる議論はフランスの知識人にとっても難解で、本書の刊行当初は多くの誤解や批判を受けたが、次第にその重要性が認識されるようになった。 
またその記憶論においては身体的習慣や運動に埋め込まれた「習慣記憶（mémoire-habitude）」と「純粋記憶（mémoire pure）」を峻別してみせ、これは心理学と形而上学を架橋するこころみとして20世紀の現象学に大きな影響を与えてゆく。

### 受容と批判

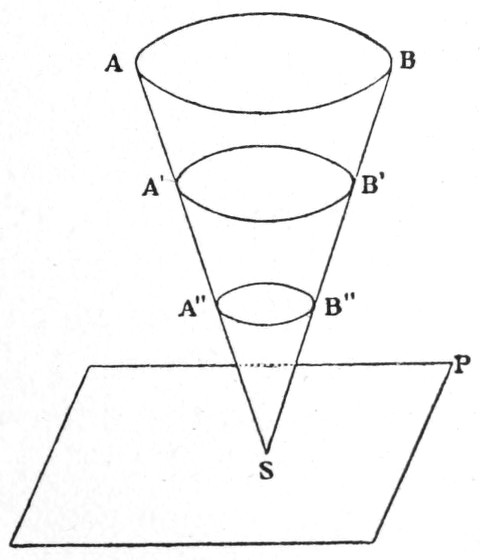
本書第3章で掲示されている図。「記憶力に蓄えられた記憶の全体」を円錐形で示している。

20世紀の哲学者では、ジル・ドゥルーズが本書およびベルクソンの『創造的進化』などの読解を踏まえて映画・映像理論を構築する『シネマ１：運動イメージ』『シネマ2：時間イメージ』を刊行しているほか、サルトルやメルロ＝ポンティもベルクソンの記憶論・イマージュ論を厳しく批判しつつその強い影響下で書かれた論考を残している。 
またアメリカの哲学者ウィリアム・ジェイムズは彼の著作『多元的宇宙』において、ベルクソンが精神と意識に関する古い理解を解体して、生きた「意識の流れ」を回復することに成功したと高く評価した。 
一方で本書は刊行当初から多くの批判にもさらされた。スイスの心理学者ジャン・ピアジェは自伝的エッセイ『哲学の知恵と幻想』（1965）で、本書や『創造的進化』などに現れているベルクソン哲学への反発から実験と実証による人間像の構築へ進んだことを振り返っている。ロシアの心理学者レフ・ヴィゴツキーも『心理学の危機』(1927)において、『物質と記憶』でベルクソンが展開している一見科学的な論証手法が形式的なものにすぎないと断じている。
こうした批判は現在の大脳生理学などにも引き継がれてきたが、1990年代以降、物質の集合体にすぎない脳から意識・表象が生じるプロセスがいまだ完全には解明できず「ハード・プロブレム」として意識されるようになり、ベルクソンの理論に新たな突破口を求めようとする動きも一部で行われている。
日本では英訳が刊行されるのとほぼ同時の1914年（大正3年）に最初の邦訳が出版されている。当時の日本の哲学界で主流となっていた新カント派哲学とは異なる「生の哲学」の代表的著作としてさかんに読まれ、とくに評論家の小林秀雄が若い頃から本書に傾倒して大部のベルクソン論を試みたことが知られている。

## 引用
（頁番号はすべて現行岩波文庫版の熊野純彦訳。）
イマージュ
- 「イマージュとは、つまり、「事物」と「表象」との中間に位置している存在なのである。」（16）
- 「…私が物質と呼ぶものはイマージュの総体であり、物質の知覚と呼ばれるものは、このおなじイマージュが、特定のある種のイマージュ、つまり私の身体の可能な行動に関係づけられたものなのである。」（43）
- 「物質的世界を構成するものは…イマージュ群であって、それらのすべての部分は運動をつうじてたがいに作用しあい、反作用しあっている。」（134）
- 「現前するイマージュとは結局のところひとつの通路であって、そのうえをさまざまな変様がありとあらゆる方向へ通りすぎ、この変様は際限のない宇宙へと伝播してゆくのである。」（71）

身体
- 「知覚が脳内にあるのではない。脳こそが知覚群のうちに存在するのである。」（301）
- 「…身体は一箇の伝導体であるにすぎず、身体に課されている役割は、さまざまな運動を受けいれ、その運動を阻止しないときには、それらを特定の運動機構へ伝達することである。」（151）
- 「 …私が大脳メカニズムと呼んでいるこの特殊なイマージュは、それがあらゆる瞬間にじぶんの過去の表象の系列を終結させるものであるかぎり、それらの表象が現在へと送りこみ、繰りのべる末端であり、現実的なもの（ル・レエル）との、すなわち行動との接合点なのである。」（154）
- 「身体とは…受容され、送りかえされてる運動が通過する地帯であって、私に作用する事物と私が作用する事物の連結線（トレ・ドユニオン）である。」（301）
- 「…身体は、つねに行動へと方向づけられており、その本質的な役割は、行動のために精神の生を限定する点にある（。）…身体は、表象との関係においては選択の道具であって、また選択の道具にすぎない。身体は、知的な状態を生みだすことも、機縁づけることもできない。」（351）

記憶と知覚
- 「知覚とはだんじて、精神と現前する事物との単純な接触ではない。」（265）
- 「思いえがくことは想起することではない。」（270 ）
- 「…ふたつの作用、すなわち知覚と記憶（スヴニール）は、したがってつねに相互に浸潤しあい、一種の浸透現象をつうじて、それぞれの実質のなにほどかをたえず交換しあっている。」（131）
- 「過去とは〔運動を欠く〕観念（idée）にすぎず、現在とは観念-運動（idéo-moteur）なのである。」（134）
- 「過去は…たしかにふたつの対極的な形態で貯蔵されるように思われる。一方では、過去を利用する運動機構という形態であり、他方では個人的なイマージュ記憶（スヴニール）という形態である。後者は、過去のいっさいのできごとを、その輪郭、色彩、位置をともなって、時間のなかで描きだすものなのだ。」（174）
- 「記憶（メモワール）を脳の直接的な機能であると考える学説は、解くことのできない理論的な困難を引きおこす。」348

時間
- 「あなたの知覚は…それがたとえ瞬間的なものであったとしても、数えきれないほどの数をふくむ、思いおこされる要素からなっているから、ほんとうのところ、あらゆる知覚はすでに記憶（メモワール）なのである。私たちはじっさいには、過去しか知覚することができない。いっぽう純粋な現在は、過去が未来へと食いこんでゆくとらえがたい進行なのである。」（298）

そのほか
- 「あらゆる運動は、ひとつの静止からもうひとつの静止への通過であるかぎり、絶対に分割不可能なものである。」（368）
- 「夢は、すべての点で狂気を模倣している。」（343）

## 原文
- Matière et mémoire: Essai sur la relation du corps à l’esprit (1896) - Wikisource
- Matière et mémoire : essai sur la relation du corps à l'esprit / Henri Bergson (BnF: Gallica) - PUF版（1939年刊）書籍画像

## 邦訳
- 杉山直樹訳『物質と記憶』（講談社学術文庫、2019）ISBN 978-4065156377
- 熊野純彦訳『物質と記憶』 （岩波文庫、2015）ISBN 978-4003890134
- 竹内信夫訳『新訳ベルクソン全集：２　物質と記憶 : 身体と精神の関係についての試論』（白水社、2011）ISBN 978-4560093023
- 合田正人ほか訳『物質と記憶』 （ちくま学芸文庫、2007）ISBN  978-4480090294
- 岡部聰夫訳『物質と記憶』（白水社、1995）
- 田島節夫訳『ベルグソン全集：２　物質と記憶』（白水社、1965; 1993; 1999; 2001; 2007）
- 北昤吉譯述『時間と自由意志 : 附物質と記憶』 （新潮社、1925）
- 高橋里美訳『物質と記憶』（星文館、1914；岩波文庫、1936）

## 関連文献
- アンリ・ベルクソン（藤田尚志ほか訳）『記憶理論の歴史: コレージュ・ド・フランス講義1903-1904年度』（書肆心水、2023）
- 石井敏夫『ベルクソンにおける「外部性」と「無意識」の問題：「物質と記憶」における精神と物質の実在性の論証構造について」（博士論文、龍谷大学、1999）国立国会図書館デジタルコレクション（石井敏夫『ベルクソンの記憶力理論：『物質と記憶』における精神と物質の存在証明』 理想社、2001 ISBN 978-4650105285）
- 澤瀉久孝編『世界の名著：５３　ベルクソン』、中央公論社、1969）国立国会図書館デジタルコレクション
- 久米博「ベルクソン ─ 時間と創造」（饗庭孝男編『ユダヤ的<知>と現代』、東京書籍、1993）国立国会図書館デジタルコレクション
- 平井靖史・藤田尚志・安孫子信編『ベルクソン『物質と記憶』を再起動する：拡張ベルクソン主義の諸展望』（書肆心水、2018）ISBN 978-4906917860
- 平井靖史・藤田尚志・安孫子信編『ベルクソン『物質と記憶』を診断する：時間経験の哲学・意識の科学・美学・倫理学への展開』（書肆心水、2017）ISBN 978-4906917730
- 平井靖史・藤田尚志・安孫子信編『ベルクソン『物質と記憶』を解剖する：現代知覚理論・時間論・心の哲学との接続』（書肆心水、2016）ISBN 978-4906917600
- カンタン・メイヤスー（岡嶋隆佑ほか訳）『亡霊のジレンマ：思弁的唯物論の展開』（青土社、2018）ISBN 978-4791770847
- ジャック・デリダ（中山元訳）『パピエ・マシン』上下巻（ちくま学芸文庫、2005) ISBN 448008889X

### 論文
- 天野恵美理「ベルクソン『物質と記憶』における「再認の基礎」の問題」（日仏哲学会『フランス哲学・思想研究』27 (0), 2022）
- 岡嶋 隆佑「ベルクソン『物質と記憶』におけるイマージュ概念について」（日仏哲学会『フランス哲学・思想研究 22 (0), 2017）
- 窪田徹「ベルクソン『物質と記憶』に於ける知覚の限定作用」（『関西大学哲学』36, 2018）
- 中原真祐子「ベルクソンにおける「夢」 :『物質と記憶』を中心に」（東京大学大学院倫理学研究室『倫理学紀要』25, 2018）
- 野瀬彰子「ベルクソン『物質と記憶』における直観と方法」（『東京大学大学院人文社会系研究科・文学部哲学研究室論集 』37, 2018）
- 米田 翼「適応と再認 : ベルクソンの行動の進化論」（大阪大学『年報人間科学』42、2021）